# Kitchee Sports Club
Il Kitchee Sports Club (傑志體育會T), è una società calcistica di Hong Kong. Milita nella Hong Kong Premier League, la massima divisione del campionato nazionale. 
Il club è stato fondato nel 1928 come Kitchee Football Team, ma nel 1931 ha adottato l'attuale denominazione. Successivamente al suo ritorno nella massima divisione del 2003, il Kitchee è diventato uno dei club più importanti di Hong Kong. Con la guida di Dejan Antonić, il Kitchee ha vinto due trofei in una stagione e, nel campionato successivo, si è assicurato il secondo posto, qualificandosi per la Coppa dell'AFC come vincitori dell'HKFA Choi Fung Hong Senior Shield.

## Cronistoria

### Denominazioni
- Dal 1928 al 1931: Jie Zhi Dui (傑志隊S; Kitchee Football Team)
- Dal 1931: Jie Zhi Tiyu Hui (傑志體育會S; Kitchee Sports Club)

### Stagioni recenti
| Stagione | Div. | Pos. | Senior Shield    | FA Cup           | League Cup    | Junior Shield | Asia | Asia             | Miglior marcatore | Miglior marcatore | Note                           |
| -------- | ---- | ---- | ---------------- | ---------------- | ------------- | ------------- | ---- | ---------------- | ----------------- | ----------------- | ------------------------------ |
| 2000–01  | D1   | 8    |                  |                  |               | —             | —    | —                |                   |                   | Retrocesso                     |
| 2001–02  | D2   |      | —                | —                | —             |               | —    | —                |                   |                   |                                |
| 2002–03  | D2   | 1    | —                | —                | —             |               | —    | —                |                   |                   | Promosso                       |
| 2003–04  | D1   | 2    | Secondo turno    | Secondo posto    | Fase a Gironi | —             | —    | —                |                   |                   |                                |
| 2004–05  | D1   | 3    | Semi-finali      | Semi-finali      | Fase a Gironi | —             | —    | —                |                   |                   |                                |
| 2005–06  | D1   | 4    | Vittoria         | Primo turno      | Vittoria      | —             | —    | —                | Keith Gumbs       | 15                |                                |
| 2006–07  | D1   | 2    | Semi-finali      | Semi-finali      | Vittoria      | —             | —    | —                | Keith Gumbs       | 13                |                                |
| 2007–08  | D1   | 6    | Secondo posto    | Quarti di finale | Secondo posto | —             | AFC  | Fase a gironi    | Goran Stankovski  | 12                |                                |
| 2008–09  | D1   | 2    | Quarti di finale | Quarti di finale | Semi-finali   | —             | —    | —                | Paul Ngue         | 14                |                                |
| 2009–10  | D1   | 3    | Secondo psoto    | Priml turno      | —             | —             | —    | —                | Baruc Nsue        | 7                 |                                |
| 2010–11  | D1   | 1    | Quarti di finale | Primo turno      | Semi-finali   | —             | —    | —                | Jordi Tarrés      | 15                | Singapore Cup Quarti di finale |
| 2011–12  | D1   | 1    | Primo turno      | Vittoria         | Vittoria      | —             | AFC  | Ottavi di finale | Roberto Losada    | 13                |                                |

## Società

### Sponsor
- 2003-2004  Xplore G18
- 2004-oggi  Canon

- 2007-2008  Diadora
- 2007-2008  Mizuno
- 2008-oggi  Nike

## Palmarès

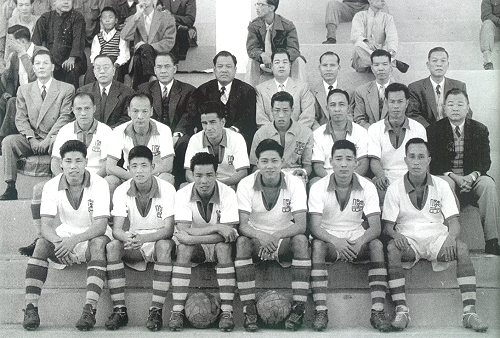
Kitchee SC nel 1959.

### Competizioni nazionali
- Hong Kong Premier League: 12

1947-48, 1949-50, 1963-64, 2010-11, 2011-12, 2013-14, 2014-15, 2016-17, 2017-18, 2019-2020, 2020-2021, 2022-2023
- Hong Kong FA Cup: 7

2011-12, 2012-13, 2014-15, 2016-17, 2017-18, 2018-19, 2022-2023
- Hong Kong League Cup: 5

2005-06, 2006-07, 2011-12, 2014-15, 2015-16
- Hong Kong Senior Challenge Shield: 5

1949-50, 1953-54, 1959-60, 1963-64, 2005-06
- Hong Kong Football Association Cup: 2

2011-12, 2022-2023
- Hong Kong Sapling Cup: 2

2017-2018, 2019-2020
- Hong Kong Community Cup: 1

2009

### Altri piazzamenti
- Hong Kong Premier League:

Secondo posto: 1952-53, 1954-55, 1956-57, 2003-04, 2006-07, 2008-09, 2012-2013, 2015-2016
- Hong Kong Senior Challenge Shield:

Finalista: 1948-49, 1951-52, 1955-56, 2007-08, 2009-10
- Hong Kong Football Association Cup:

Finalista: 2003-2004
Semifinalista: 2023-2024
- Coppa di Lega di Hong Kong:

Finalista: 2007-2008
- Hong Kong Sapling Cup:

Finalista: 2023-2024
- Coppa dell'AFC:

Finalista: 2014

## Organico

### Rosa 2018-2019
Aggiornata al 1º giugno 2019.
| N. |                        | Ruolo | Calciatore            |
| -- | ---------------------- | ----- | --------------------- |
| 1  | Hong Kong (bandiera)   | P     | Wang Zhenpeng         |
| 2  | Hong Kong (bandiera)   | D     | Fernando Recio        |
| 3  | Hong Kong (bandiera)   | D     | Dani Cancela          |
| 4  | Stati Uniti (bandiera) | C     | Jonathan Hernandez    |
| 5  | Hong Kong (bandiera)   | D     | Hélio                 |
| 6  | Australia (bandiera)   | D     | Matt Smith            |
| 7  | Brasile (bandiera)     | C     | Fernando Pedreira     |
| 8  | Hong Kong (bandiera)   | D     | Leandro Parreyra      |
| 9  | Brasile (bandiera)     | A     | Lucas Silva           |
| 13 | Hong Kong (bandiera)   | D     | Li Ngai Hoi           |
| 14 | Nigeria (bandiera)     | C     | Ogenyi Onazi          |
| 16 | Australia (bandiera)   | C     | Jared Lum             |
| 17 | Hong Kong (bandiera)   | P     | Wong Tsz Chung        |
| 18 | Hong Kong (bandiera)   | A     | Jordi Tarrés          |
| 19 | Hong Kong (bandiera)   | C     | Huang Yang (capitano) |

| N. |                      | Ruolo | Calciatore           |
| -- | -------------------- | ----- | -------------------- |
| 21 | Hong Kong (bandiera) | D     | Tong Kin Man         |
| 22 | Francia (bandiera)   | C     | Clement Benhaddouche |
| 23 | Hong Kong (bandiera) | P     | Guo Jianqiao         |
| 24 | Hong Kong (bandiera) | C     | Ju Yingzhi           |
| 27 | Hong Kong (bandiera) | A     | Yu Yang              |
| 28 | Hong Kong (bandiera) | A     | Cheng Chin Lung      |
| 29 | Hong Kong (bandiera) | A     | Hirokane Harima      |
| 30 | Hong Kong (bandiera) | P     | Wong Tsz Ho          |
| 31 | Hong Kong (bandiera) | D     | Law Tsz Chun         |
| 32 | Ungheria (bandiera)  | C     | Krisztián Vadócz     |
| 34 | Israele (bandiera)   | C     | Barak Braunshtain    |
| 41 | Hong Kong (bandiera) | D     | Chau Hin Shing       |
| 44 | Hong Kong (bandiera) | A     | Yūto Nakamura        |
| 95 | Hong Kong (bandiera) | C     | Chan Shinichi        |